# ۲۰۲۷ (میلادی)
۲۰۲۷ (میلادی) ۲۰۲۷مین سال تقویم میلادی است.

## درگذشتگان
‎